# Бломеше Вилднис
Бломеше Вилднис (њем. Blomesche Wildnis) општина је у њемачкој савезној држави Шлезвиг-Холштајн. Једно је од 112 општинских средишта округа Штајнбург. Према процјени из 2010. у општини је живјело 714 становника. Посједује регионалну шифру (AGS) 1061012.

## Географски и демографски подаци
Бломеше Вилднис се налази у савезној држави Шлезвиг-Холштајн у округу Штајнбург. Општина се налази на надморској висини од 0 метара. Површина општине износи 6,9 km².

## Становништво
У самом мјесту је, према процјени из 2010. године, живјело 714 становника. Просјечна густина становништва износи 103 становника/km².

## Међународна сарадња
| Мјесто        | Држава   | Врста сарадње | Од    |
| ------------- | -------- | ------------- | ----- |
| Кристијанстад | Шведска  | контакт       | 2000. |
| Устка         | Пољска   | контакт       | 1995. |
| Кристијансанд | Норвешка | контакт       | 2000. |
| Извор         |          |               |       |